# Eroi del mare
Eroi del mare (In Which We Serve), distribuito in Italia anche con il titolo Il cacciatorpediniere Torrin, è un film bellico del 1942 diretto da Noël Coward e David Lean e interpretato da Noël Coward, John Mills e Celia Johnson.
La pellicola venne scritta e interpretata da Noel Coward, che la diresse anche in collaborazione con David Lean, entrambi registi esordienti.
Coward recita nella pellicola il ruolo del Capitano Edward Kinross, mentre Celia Johnson interpreta la parte di sua moglie, Alix.
Il cast comprende l'esordiente Richard Attenborough, John Mills nel ruolo del marinaio semplice (con, in una piccola parte, quella della figlia di Freda, anche la figlioletta di un anno e futura attrice Juliet Mills) "Shorty" Blake e Bernard Miles nelle vesti dell'ufficiale Walter Hardy.

## Trama
La pellicola narra la storia del cacciatorpediniere H.M.S. Torrin e del suo equipaggio. Essa narra la sua partecipazione in un combattimento al largo delle coste norvegesi nel 1940 e della sua missione per l'evacuazione di Dunkerque durante il ritiro delle truppe britanniche sul continente europeo e del suo affondamento lungo le coste di Creta nel 1941.

## Distribuzione
Il film uscì nel Regno Unito il 17 settembre 1942 e in Italia il 30 giugno 1945 (certamente prima; infatti questo film già a maggio era proiettato al cinema "Odeon" di Bergamo, come pubblicato nella rubrica "SPETTACOLI" dell'edizione del 21/05/1945 de "L'Eco di Bergamo").

### Riconoscimenti
- National Board of Review Awards 1942
  - Miglior film

Nel 1999 il British Film Institute l'ha inserito al 92º posto della lista dei migliori cento film britannici del XX secolo.